# Nicolas Wanczycki
Nicolas Wanczycki est un acteur français.

## Biographie
Après une formation au Studio Pygmalion, Nicolas Wanczycki fait quelques apparitions dans des séries télévisées dans les années 2000. C'est Emmanuel Finkiel en 2008 qui lui confie un des personnages principaux de son film Nulle part, terre promise (prix Jean Vigo 2008, Award de la photographie au Festival de Shanghai en 2009). On peut le voir au cinéma notamment dans Les Garçons et Guillaume, à table ! de Guillaume Gallienne, Les Combattants de Thomas Cailley, Fixeur d'Adrian Sitaru, L'Ascension de Ludovic Bernard.

## Filmographie

### Cinéma
- 2009 : Nulle part, terre promise de Emmanuel Finkiel : Le cadre
- 2009 : Les Beaux Gosses de Riad Sattouf : Le prof de maths
- 2009 : Tellement proches de Olivier Nakache et Eric Toledano: Flic perquisition 2
- 2012 : La Terre outragée de Michale Boganim : Patrick
- 2012 : Le Capital de Costa-Gavras : Elias Guigou
- 2013 : Au bout du conte d'Agnès Jaoui : Le psy
- 2013 : Les Garçons et Guillaume, à table ! de Guillaume Gallienne : Le psychiatre (civil) du service militaire
- 2014 : Qu'est-ce qu'on a fait au Bon Dieu ? de Philippe de Chauveron : Le banquier
- 2014 : Les Combattants de Thomas Cailley : Lieutenant Schleiffer
- 2014 : Amour sur place ou à emporter d'Amelle Chahbi : Le vendeur de BMW
- 2015 : Un Français de Diastème : Le patron du bar skin
- 2015 : Le Grand Jeu de Nicolas Pariser : l'homme à l'oreillette
- 2016 : Juillet Août de Diastème : Cazeneuve
- 2016 : Fixeur d'Adrian Sitaru : Serge
- 2017 : L'Ascension de Ludovic Bernard : Jeff
- 2017 : Maryline de Guillaume Gallienne : Premier assistant Ilan
- 2018 : Ami-ami de Victor Saint Macary : Petament
- 2018 : Sauver ou périr de Frédéric Tellier : Le capitaine centre de secours
- 2019 : Quand on crie au loup de Marilou Berry : Wallace
- 2019 : Fourmi de Julien Rappeneau : Eric
- 2019 : Andy de Julien Weill : Marc
- 2019 : J'accuse de Roman Polanski : Foucault
- 2019 : La Dernière Vie de Simon de Léo Karmann : Jacques Durant
- 2020 : Amants de Nicole Garcia : Le père de Lisa
- 2024 : L'Amour ouf de Gilles Lellouche : Henri Gachet
- 2025 : Bastion 36 d'Olivier Marchal : Préfet Nabavian

### Télévision
- 2000 : Boulevard du Palais (La Jeune Morte) : Laurent Germont
- 2004-2005 : Quai n°1 : Lieutenant Marino
- 2004 : Les Passeurs de Didier Grousset
- 2005 : P.J saison 9 épisode 9: Thierry
- 2006 : Plus belle la vie : Mathias
- 2015 : Le Passager (Épisode 6) : Capitaine Ferraut
- 2015 : Tunnel (saison 2) : Thibault
- 2015 : Les Revenants (saison 2) : Lieutenant janvier
- 2015 : Interventions (Épisode 1) : Stéphane Maréchal
- 2015 : La smala s'en mêle (Épisode 3) :  L'interne
- 2015 : Section de recherches (Saison 7) : Pierre Delaujac
- 2017 : Marie de Bourgogne d'Andreas Prochaska : Philippe de Commynes
- 2017 : Nina (saison 3, ép. 10) : Martin
- 2018 : Ad Vitam (série) de Thomas Cailley
- 2018 : Candice Renoir (série) d'Adeline Darraux : À la guerre comme à la guerre (saison 6, épisode 8) : Sergent-chef Challans
- 2018 : La Faute de Nils Tavernier
- 2020 : Grand Hôtel de Yann Samuell et Jérémy Minui : Marc
- 2020 : Les Ondes du souvenir de Sylvie Ayme : Eddy Chaumont
- 2021 : Lupin : Pascal Oblet
- 2021 : Deux femmes d'Isabelle Doval : Docteur Marcellin
- 2021 : Alex Hugo (La fin des temps) : Éric Brochant
- 2022 : Hors saison (mini-série) de Pierre Monnard : Yann Peiry
- 2022 : Les Papillons noirs (mini-série) d'Olivier Abbou : Alan
- 2023 : Caro Nostra (mini-série) d’Antoine Besse : Ambroise Vigan